# 布格施塔尔
布格施塔尔（德語：Burgstall，發音：[ˈbʊʁkˌʃtal] ⓘ）是德国萨克森-安哈尔特州伯尔德县的市镇，面积116.45平方千米，2023年12月31日人口为1,493人。